# Fan Zhengyi
Fan Zhengyi (n. 27 ianuarie 2001, Harbin, Republica Populară Chineză) este un jucător chinez de snooker. A devenit campion mondial de tineret în 2017. 
Zhengyi a câștigat Mastersul European în 2022, acesta fiind singurul său titlu din carieră.  
Fan a fost și un jucător de tenis de masă promițător, dar a decis să se concentreze pe snooker. În timpul sezonului, locuiește în Sheffield unde se și antrenează. Principalii săi parteneri de antrenament sunt compatrioții Zhao Xintong și Yan Bingtao.